# Kserkso I.
Ovo je glavno značenje pojma „Kserkso“. Za njegovog istoimenog unuka odnosno Artakserksova sina vidi članak: Kserkso II.
Kserkso I. Veliki (vladao od 486. – 465. pr. Kr.) bio je perzijski vladar iz iranske dinastije Ahemenida koji je vladao Perzijskim Carstvom. Rodio se 519. pr. Kr. kao sin kraljice Atose i kralja Darija I. Velikog.

## Ime i etimologija
Ime Kserkso (eng. Xerxes) je izvedenica latinskog i grčkog jezika od perzijske riječi Khšāyāršā. To ime se spominje u mnogim zapisima na raznim jezicima koji su govoreni diljem velikog Perzijskog Carstva; na perzijskom, elamitskom, babilonskom, egipatskom (demotskom), itd. Grčko ime je zabilježeno u Herodotovoj „Povijesti” i Diodorovoj „Bibliotheca historici”. 
Herodot u svojoj knjizi spominje kako Kserkso znači „Ratnik”, što uglavnom nije prihvaćeno kod modernih povjesničara prema kojima Kserkso znači „Vladar heroja”.
Alternativno englesko ime Ahasuerus je izvedenica latinskog prijevoda biblijskog imena Áḥašweroš (אחשורוש), što je pak izvedenica babilonske riječi Acḫšiyaršu. Obje ove izvedenice uključujući i grčko ime Ξέρξης su izvedenice staroperzijske riječi Xšayāršā odnosno Khsayârshâ. Lingvističke promjene imena događale su je prilikom prijelaza iz jezika u jezik na putovanju iz Perzije prema zapadnom svijetu. Biblijski tekstovi na više mjesta spominju ime Ahasuerus kako ekvivalent Kserksu, a oba imena su izvedenica perzijske riječi Xšayāršā.

## Pozadina i rani život
Nedugo nakon što je došao na prijestolje, Kserksov otac Darije I. Veliki (sin Histaspa) oženio se Atosom, kćeri Kira Velikog. Obojica su bili iz ahemendiske dinastije, no iz različitih obiteljskih pravaca. Ženidba Kirove kćeri ojačala je njegovu poziciju na tronu Perzijskog Carstva. Darije Veliki je bio aktivan vladar, zaokupljen graditeljskim projektima u Perzepolisu, Suzi, Egiptu, itd. Prilikom kraja njegove vladavine odlučio je kazniti Atenu zbog njene potpore jonskom ustanku, no nova pobuna u Egiptu koju je vjerojatno poveo perzijski satrap (namjesnik) odgodila je ekspediciju. Prema perzijskom zakonu, ahemenidski vladari morali su imenovati nasljednika uoči ozbiljnijih ekspedicija. Neposredno prije svoje smrti Darije je pripremio vlastitu grobnicu u Nakš-e Rustamu i imenovao je Kserksa, najstarijeg sina s Atosom, za svoga nasljednika. Darijevo loše zdravlje spriječilo ga je u planiranju novih pohoda, a kulminiralo je njegovom smrću 486. pr. Kr.
Kserkso nije bio najstariji Darijev sin koji je prema iranskoj tradiciji trebao naslijediti velikog kralja, no bio je najstariji sin iz Darijevog braka s Atosom koja je potomak Kira Velikog, zbog čega je Kserkso proglašen perzijskim prijestolonasljednikom. Moderni povjesničari uglavnom se slažu kako je Darijev odabir Kserksa bio isključivo zbog povlaštene pozicije koje je imala Atosa kao Kirova kćer.
Kserkso je okrunjen u periodu između listopada i prosinca 486. pr. Kr. kada je imao oko 33 godine. Prijenos političke moći na Kserksa protekao je glatko jer je preko majke vukao podrijetlo od Kira Velikog, pa se protiv njegova imenovanja nije bunio nitko iz Darijeve obitelji, te niti jedna od brojnih perzijskih provincija.
Iako Herodotova „Povijesti” ne spominje koje je religije bio Kserkso, moderni povjesničari smatraju kako je bio sljedbenik zoroastrizma.

## Politički život

### Egipat i Babilon
Nedugo nakon stupanja na prijestolje, Kserkso je ugušio pobune u Egiptu i Babilonu koje su izbile godinu dana ranije, i imenovao je brata Ahemena namjesnikom (satrapom, perz. khshathrapavan) u Egiptu. Godine 484. pr. Kr. ugušio je ustanak u Babilonu i Babilonce kaznio uništenjem zlatnog spomenika babilonskom bogu Marduku. To oskrvnuće nagnalo je Babilonce da se opet pobune 482. pr. Kr. i prema babilonskim zapisima Kserkso nije nazivan Kraljem Babilona već je rabio druge titule poput Veliki kralj Perzije i Medije, faraon Egipta, Kralj kraljeva (Šahanšah) ili Kralj naroda (svijeta).

### Grčka
Kserkso je ostao upamćen najviše po svojoj ulozi u grčko-perzijskim ratovima. Njegov otac Darije I. Veliki ostavio mu je zadatak da kazni grčke polise Atenu i Ereterju, koji su napadali perzijske gradove u Joniji (istočna obala Egejskog mora), u Egiptu i na Cipru. Budući da je Darijeva pomorska kažnjenička ekspedicija protiv Atene završila neuspjehom u bitci kod Maratona 490. pr. Kr., Kserkso je sedam godina poslije odlučio poslati kombiniranu pomorsko-kopnenu ekspediciju. Godine 480. pr. Kr. okupio je vojsku koja se prema modernim procijenama sastojala od 25-100 tisuća ljudi. Herodot je volio pretjerivati i rekao da je vojska bila sačinjena od 5 milijuna ljudi što je bilo nemoguće za održavanje. Perzijska vojska sastojala se od Perzijanaca i drugih iranskih naroda, te Asiraca, Feničana, Babilonaca, Indijaca, Egipćana, Židova, Arapa, čak i Grka, pa ju je Herodot volio nazivati „Vojskom tisuću naroda”.
Okosnica perzijske vojske bili su legendarni Perzijski besmrtnici, sastavljeni od 10 tisuća vojnika koje se često naziva najboljim vojnicima antike. Kserkso i Mardonije napravili su pontonski most preko Dardanela koji se smatra čudom antičkog inženjerstva, i preko njega prebacili vojsku iz Azije u Europu. Dolaskom Perzijanaca na grčki teritorij, mnogi grčki polisi poput Tesalije, Tebe i Arga stali su na stranu Perzije koja im je kao federacija jamčila ravnopravnost i sigurnost, te su se priključili savezu protiv hegemonističke Atene. S obzirom na česte oluje koje su uništavale perzijsku mornaricu, Kserkso je odlučio prokopati dvokilometarski kanal kroz poluotok Atos kako bi skratio put svojim brodovima. Prilikom dolaska do Termpilskih vrata, skupina od 8-11 tisuća Grka predvođenih s 2.000 Spartanaca pokušala im se suprotstaviti u uskom prolazu Termopil misleći da perzijska brojčana prednost neće doći do izražaja, no Perzijanci ih s lakoćom pobjeđuju i nastavljaju napredovati prema jugu Grčke. Paralelno kopnenoj bitci, vodila se i pomorska bitka kod Artemizija u kojoj također pobjeđuju Perzijanci. Nakon bitke kod Termopila grčki povjesničari stvorili su mnoge mitove o borbi kako bi umanjili sramotu poraza. Ubrzo nakon bitke perzijska vojska dolazi do Atene i Eretreje te ih na nekarakterističan način perzijskim vladarima spaljuje kao znak odmazde za atensko spaljivanje grada Sarda na egejskoj obali. Atenjani su pobjedu protiv Perzijanaca ostvarili tek u pomorskoj bitci kod Salamine, kada je Temistoklo iskoristio prednosti plitkog i uskog zaljeva u kojem perzijska mornarica nije mogla manevrirati. Čuvši za nerede u perzijskoj federalnoj jedinici Babilonu, Kserkso i vojska odlaze iz Grčke, a kontrolu ostavljaju manjem dijelu vojske i svojim grčkim saveznicima na čelu s Mardonijem koji su poslije godinu dana Atenjani i Spartanci porazili u bitci kod Plateje. Službeno, rat između Perzijanaca i Grka okončan je Kalijinim mirom, 30 godina poslije velikih bitaka.

## Kulturni značaj
Kserkso je dovršio Perzepolis, remek djelo antičke arhitekture koje je započeo graditi njegov otac Darije I. Veliki. Vratarnica koju je sagradio Kserkso I. vodi prema jugu do Apadane (zgrade za prijeme), a prema istoku do drugog nedovršenog ulaza koji gleda na prijestolnu dvoranu (tzv. Dvoranu od tisuću stupova). Složeni portal u sredini dijeli te ceremonijalne zgrade od kraljevskih odaja s haremom koji okružuje otvoreno dvorište. Na jugoistoku se sigurno nalazila izolirana riznica.

## U Starom zavjetu
Do današnjeg dana nije razjašnjeno je li Ahasuer (Ahasver) iz Knjige o Esteri (Stari zavjet) Kserkso I., ili se pak radi o kasnijim perzijskim velikim kraljevima Kserksu II., Artakserksu I. ili Artakserksu II.

## Smrt
Kserkso I. je ubijen je 465. pr. Kr. Ubio ga je satrap Artaban koji je na prijestolje podigao Artakserksa I., Kserksova sina.

## Djeca
S kraljicom Amestris:
- Amitis, žena Megabiza II.
- Artakserkso I.
- Darije
- Histasp
- Rodoguna

S nepoznatim ženama:
- Artarije, babilonski satrap
- Ratašah

## Popularna kultura
Kserkso je prikazan u mnogim filmovima, najčešće u kontekstu njegove uloge tokom grčko-perzijskih ratova odnosno bitke kod Termopila gdje je njegova perzijska vojska ratovala protiv Spartanaca i drugih grčkih vojnika. U filmu 300 Spartanaca iz 1962. Kserksa je tumačio engleski glumac David Farrar, dok ga je u Frank Millerovom filmu 300. iz 2007. tumačio brazilski glumac Rodrigo Santoro. Potonji film je izazvao velike vrlo kontroverze zbog vrijeđanja perzijske kulture i prikazivanja Perzijanaca kao deformiranih krvožednih barbara, zbog čega su prosvjedovali Iranci diljem svijeta. Film prikazuje Kserksa kao ćelavog i gotovo golog, koji nosi samo remen, čizme i ogrtač. Tu su i upadljivi lanci koji vise preko njegove glave, grudi i tijela (pokušaj prikazivanja njegove tiranske i sadističke naravi), te mnogi piercinzi, igle, karike, naušnice, itd. Dugi crni nokti ga pokušavaju prikazati kao zvijer s velikim pandžama, dok ga pak šminka prikazuje kao homoseksualca. Ipak, pravi Kserksov izgled baziran na perzijskih reljefima pokazuje čovjeka s dugom, bujnom i kovrčavom kosom te bradom.

## Kronologija
- 519. pr. Kr. - rođen Kserkso I. kao sin kraljice Atose i kralja Darija I. Velikog.
- 486. pr. Kr. - smrt Darija I Velikog, krunidba Kserksa I.
- 484. pr. Kr. - Kserkso I. guši ustanak u Babilonu i kažnjava Babilonce.
- 482. pr. Kr. - još jedna pobuna u Babilonu.
- 480. pr. Kr. - okuplja se perzijska vojska i kreću u kažnjeničku ekspediciju prema Grčkoj.
- 480. pr. Kr. - u bitci kod Termopila perzijska vojska uništava grčki otpor i nastavlja napredovati prema Ateni, koja je sravnjena sa zemljom.
- 480. pr. Kr. - povratak perzijske vojske u Perziju zbog nereda u Babiloniji.
- 479. pr. Kr. - u bitci kod Plateje Atenjani i Spartanci pobijeđuju manji dio perzijske vojske na čelu s Mardonijem koji je ostao kontrolirati teritorij južne Grčke.
- 479. pr. Kr. - unatoč protivljenju Sparte, Atena obnavlja gradske zidine koje su uništili Perzijanci.
- 474. pr. Kr. - Kserkso Veliki uz asistenciju Mordekaja izdaje dokument koji priznaje Židovima pravo na obranu diljem Perzijskog Carstva.
- 465. pr. Kr. - umire Kserkso I. Veliki, a na tronu ga nasljeđuje njegov sin Artakserkso I.

## Poveznice
- Ahemenidsko Perzijsko Carstvo
- Kir Veliki
- Darije I. Veliki
- Grčko-perzijski ratovi
- Bitka kod Termopila

| Prethodnik:                            | Veliki kralj Perzije (486. - 465. pr. Kr.) ____________________ Faraon Egipta (486. - 465. pr. Kr.) | Nasljednik:                          |
| Darije I. Veliki (522. - 486. pr. Kr.) | Veliki kralj Perzije (486. - 465. pr. Kr.) ____________________ Faraon Egipta (486. - 465. pr. Kr.) | Artakserkso I. (465. - 424. pr. Kr.) |

## Vanjske poveznice
- Kserkso Veliki (Livius.org)  Arhivirana inačica izvorne stranice od 20. svibnja 2013. (Wayback Machine)
- Kserkso Veliki (Iran Chamber)
- Britannica enciklopedija: Kserkso Veliki
- Kserkso (PersianEmpire.info)  Arhivirana inačica izvorne stranice od 1. listopada 2010. (Wayback Machine)